# Pásztai Ottó
Pásztai Ottó (Nagyvárad, 1929. július 8. – Nagyvárad, 2020. november 25. vagy előtte) erdélyi magyar vegyészmérnök, helytörténész.

## Élete
Középiskoláit a nagyváradi premontrei gimnáziumban végezte (1940–48), majd a Bolyai Tudományegyetem Kémia Karán szerzett vegyészmérnöki oklevelet (1954). Előbb a nagyváradi Transilvania festékgyárban (1954–69), majd a Sinteza Vegyigyárban volt mérnök, nyugdíjazásáig (1988).

## Munkássága
Vegyiipari szakcikkeket románul 1957-től közölt, s ugyancsak románul a helyi sportélettel kapcsolatos riportokat; ezek a Revista de Șah, Sportul Popular, Crișana, magyarul a Munkásélet, a Fáklya hasábjain jelentek meg.
Egyik alapítója a Nagyváradi Premontrei Öregdiákok Egyesületének (1994), amelynek kiadásában sajtó alá rendezte A nagyváradi Premontrei Öregdiákok Emlékkönyve. 1808-1948 (1996) című kötetet (társszerzője Hutyra G. Zoltán). Ugyancsak egykori iskolája múltjával függ össze diákanekdota-gyűjteménye (Röhög a vesém. Derű az iskolapadban. 1999) is. Az Egyesület Hírlevél című kiadványának szerkesztője.
Mint a Partiumi és Bánsági Műemlékvédő és Emlékhely Bizottság tagja, a Partium című lapban megemlékezett az 1848/49-es szabadságharcban részt vett premontrei diákokról, bemutatta a váradi premontrei prépostság monostorát, a nagyváradi premontrei templomban fellelhető pálos örökséget. Sajtó alá rendezte és kiadta két elhunyt munkatársa, Telepy Marcell és Hutyra G. Zoltán A szentmártoni tanya, rendház, kastély, templom és község, valamint a Félix-fürdő története című munkáját (1997).

## Művei
- A nagyváradi premontrei öregdiákok emlékkönyve; szerk. Pásztai Ottó, Hutyra Gram Zoltán; Nagyváradi Premontrei Öregdiákok Egyesülete, Nagyvárad, 1996
- Röhög a vesém... Derű az iskolapadban; szerk. Pásztai Ottó; Nagyváradi Premontrei Öregdiákok Egyesülete, Nagyvárad, 1998
- "Aki fényt hagyott maga után...". Dr. Károly Irén József élete és munkássága; Partiumi és Bánsági Műemlékvédő és Emlékhely Bizottság, Nagyvárad, 2004 (Partiumi füzetek)
- Fleisz János–Makai Zoltán–Pásztai Ottó: Így sakkoztunk mi. Nagyvárad és Bihar megye sakktörténetéből; Nagyváradi Premontrei Öregdiákok Egyesülete, Nagyvárad, 2005
- A nagyváradi római katolikus középiskolai oktatás és a Premontrei Főgimnázium története. 1718-1948; szerk. Pásztai Ottó, Hutyra Gram Zoltán; Nagyváradi Premontrei Öregdiákok Egyesülete, Nagyvárad, 2005
- A nagyváradi műkedvelő színjátszás története; szerk. Pásztai Ottó, Tuzson Erzsébet; Nagyváradi Premontrei Öregdiákok Egyesülete, Nagyvárad, 2007
- Ez a város. Versek és prózai művek; szerk. Pásztai Ottó, Rauscher Erzsébet, Zalder Éva Mária; Nagyváradi Premontrei Öregdiákok, Nagyvárad, 2008
- Jeles egykori premontrei diákok; Pásztai Ottó, Gerhardt László; Nagyváradi Premontrei Öregdiákok Egyesülete, Nagyvárad, 2008
- Városnéző séta Nagyváradon; szerk. Pásztai Ottó; Premontrei Öregdiákok Egyesülete, Nagyvárad, 2011 (angol és román nyelven is)
- Fényt hagyni magunk után. Katolikus papköltők antológiája; szerk. Pásztai Ottó, Rauscher Erzsébet, Zalder Éva Mária; Premontrei Öregdiákok Egyesülete, Nagyvárad, 2013
- Visszatekintés a Nagyváradi Premontrei Öregdiákok Egyesületének húsz évére; szerk. Pásztai Ottó; Premontrei Öregdiákok Egyesülete, Nagyvárad, 2013